# Statue équestre de La Fayette (Paris)
La statue de La Fayette est une statue équestre située dans le 8e arrondissement de Paris.

## Description
La statue de bronze se trouve sur un haut piédestal. Le général de La Fayette brandit à la verticale une épée de sa main droite.

## Localisation

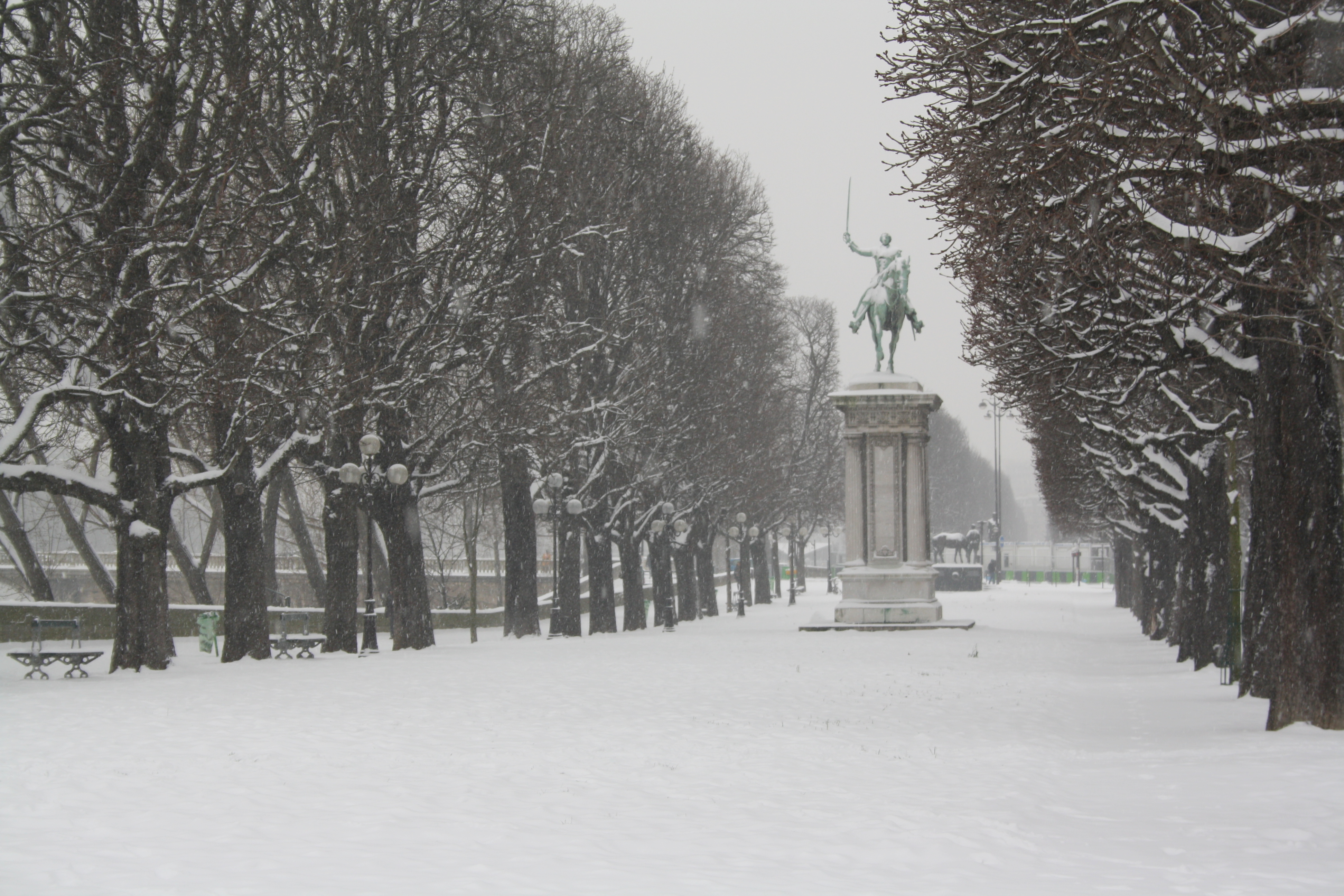
Sous la neige.

Elle se trouve sur le cours la Reine entre le Grand Palais et la Seine dans le 8e arrondissement de Paris.

## Histoire

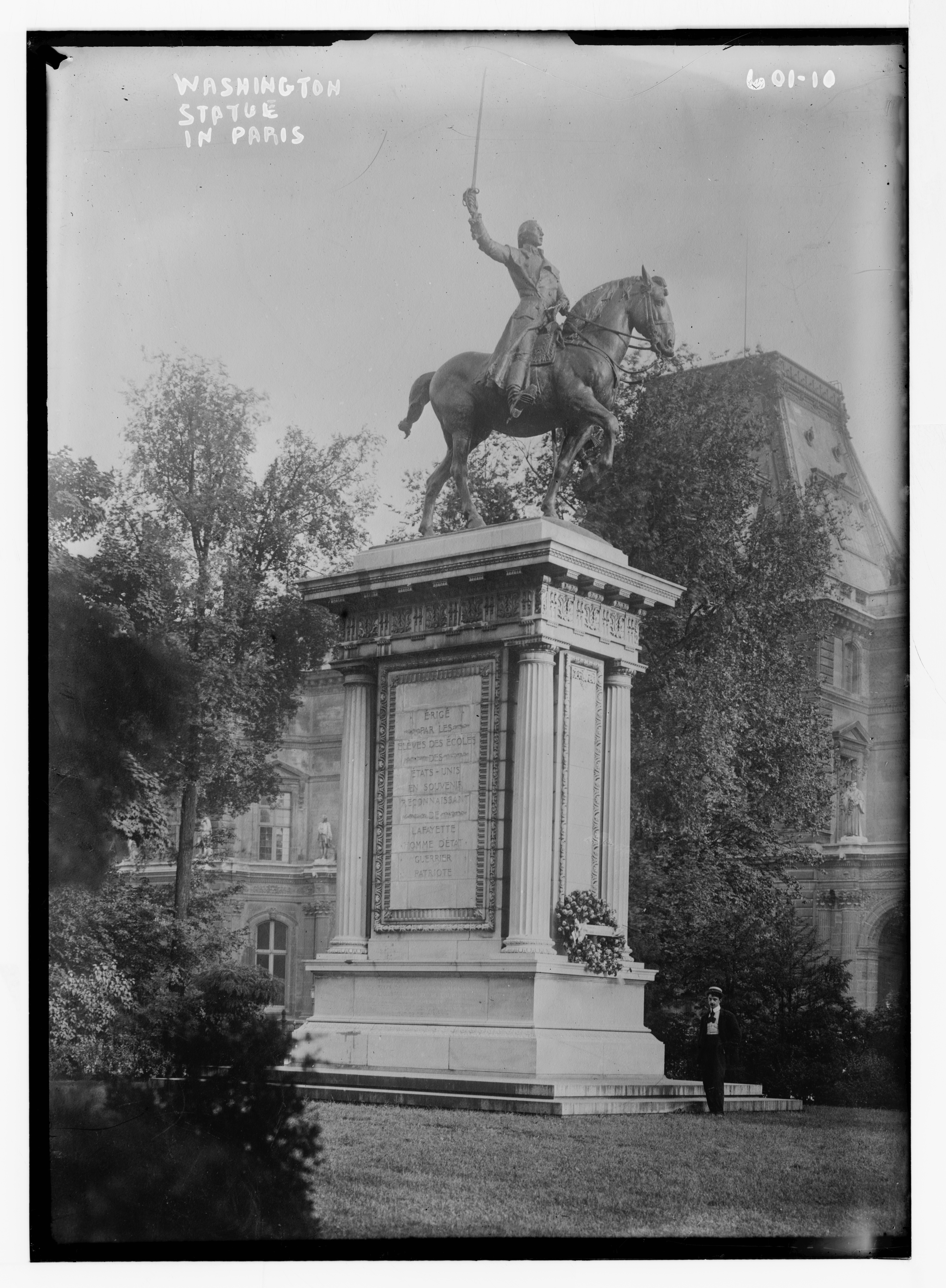
La statue dans la cour Napoléon du Louvre.

Un Américain du nom de Robert Thompson, souhaitant remercier la France pour la statue de la Liberté offerte aux Américains, ouvrit une souscription auprès des écoliers américains afin d'ériger une statue à la gloire du général La Fayette.
La France agrée le projet en 1899 et le sculpteur choisi est l'Américain Paul Wayland Bartlett (1865-1925). On lui donne comme délai l'exposition universelle de 1900.
En raison du délai trop court, le sculpteur réalise un modèle en plâtre. L'inauguration a lieu le 4 juillet 1900, jour anniversaire de l'indépendance américaine. La statue est installée dans la cour Napoléon du Louvre.
Par la suite, le sculpteur doit réaliser la statue en bronze, mais il n'est pas satisfait de son œuvre. Il remplace le costume Louis XVI par un costume de l'époque révolutionnaire. Il supprime la perruque et le tricorne le faisant apparaitre tête nue. L'épée qu'il tenait par le fourreau est présentée dégainée lame vers le haut. 

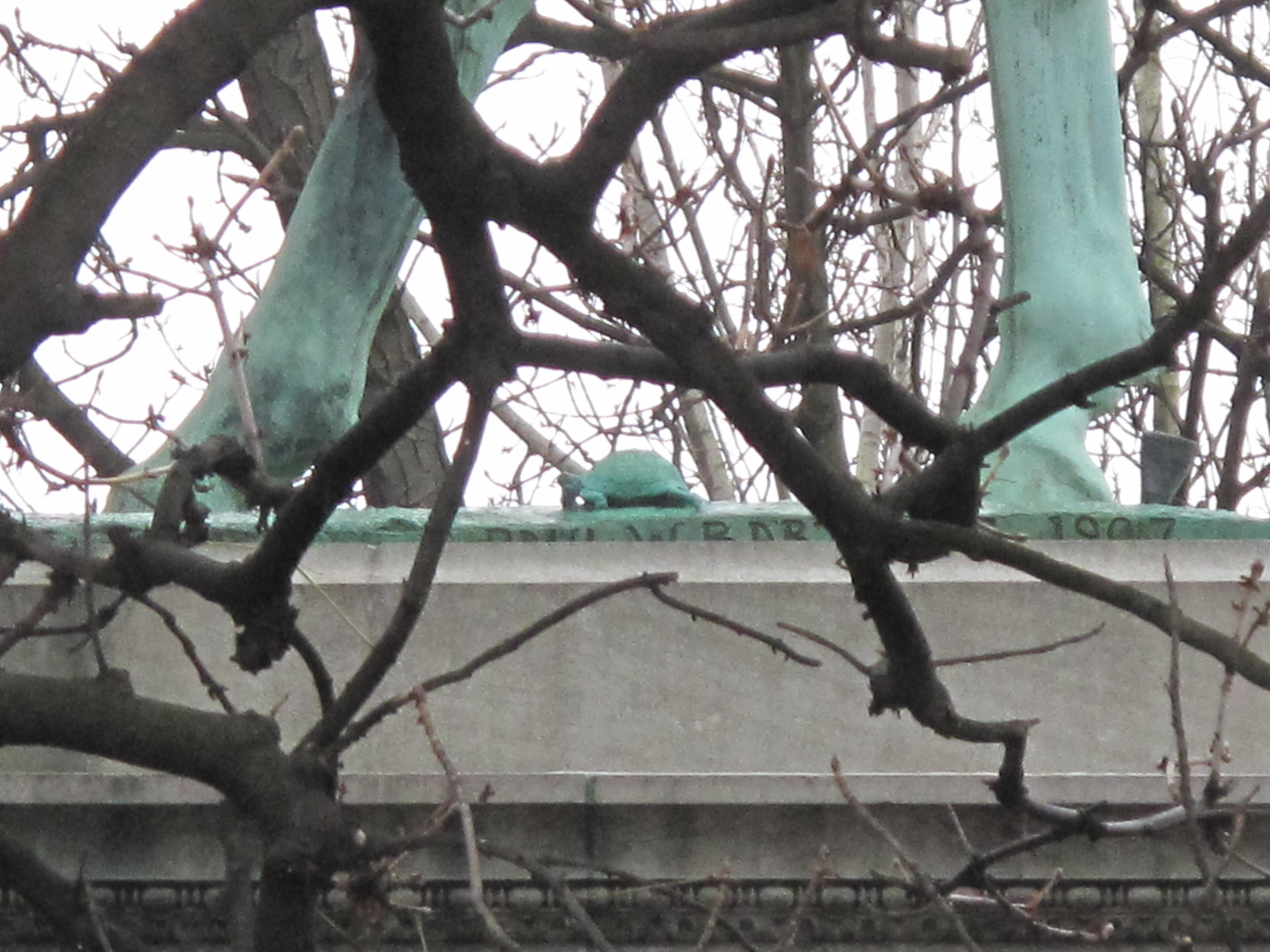
La tortue au pied de la statue.

Ce n'est qu'en 1908 que la statue en bronze remplace le projet en plâtre. En raison des travaux pour l'aménagement de la pyramide du Louvre, la statue est transférée à son emplacement actuel, le 10 avril 1985. Si on l'observe en détail, on peut apercevoir une tortue à côté du sabot postérieur gauche du cheval. C'est pour se moquer de lui-même et de sa lenteur, que le sculpteur a discrètement fait figurer cet animal,.